# Округ Венс (Северна Каролина)
Округ Венс (енгл. Vance County) је округ у америчкој савезној држави Северна Каролина.

## Демографија
По попису из 2010. године број становника је 45.422, што је 2.468 (5,7%) становника више него 2000. године.
| Група             | 2000.          | 2010.          |
| Белци             | 19.894 (46,3%) | 19.101 (42,1%) |
| Афроамериканци    | 20.749 (48,3%) | 22.645 (49,9%) |
| Азијати           | 167 (0,4%)     | 202 (0,4%)     |
| Хиспаноамериканци | 1.957 (4,6%)   | 3.051 (6,7%)   |
| Укупно            | 42.954         | 45.422         |